# Vitex
Vitex és un gènere botànic de prop de 250 espècies d'arbusts i d'arbres d'1-35 m d'altura, natiu de regions tropical, subtropical i temperades del món.
En el passat les hi incloïa en la família Verbenaceae, recentment transferits a la família Lamiaceae.

## Espècies seleccionades
- Vitex altissima
- Vitex agnus-castus
- Vitex capitata
- Vitex cofassus
- Vitex cymosa
- Vitex divaricata
- Vitex doniana
- Vitex incisa
- Vitex keniensis
- Vitex leucoxylon
- Vitex lignum-vitae
- Vitex lindenii
- Vitex lucens
- Vitex megapotamica
- Vitex negundo
- Vitex parviflora
- Vitex peduncularis
- Vitex pseudolea
- Vitex quinata
- Vitex rotundifolia
- Vitex trifolia
- Vitex zeyheri